# Martin Heidenhain
Martin Heidenhain, född 7 december 1864, död 14 december 1949, var en tysk läkare. Han var son till Rudolf Heidenhain.
Heidenhain var professor i anatomi i Tübingen från 1911. Han var en av Tysklands främsta anatomer och behandlade särskilt mikroskopiskt-anatomiska problem. Sina ingående och mera betydelsefulla cellstudier framlade han bland annat i det stora arbetet Plasma und Zelle (1907–1911).